# Dejection: An Ode
Dejection: An Ode est une ode pindarique écrite par Samuel Taylor Coleridge le 4 octobre 1802 publiée dans le Morning Post. Dans une première version, elle est adressée à Sara Hutchinson, alors qu'il est marié à Sara Fricker, et elle y expose ses sentiments amoureux à son égard. Les différentes versions du poème décrivent la difficulté de Coleridge à écrire de la poésie et à vivre dans un état de paralysie, mais les versions ultérieures suppriment ses sentiments personnels et la mention de Sara Hutchinson.

## Contexte
Au début de 1802, Coleridge est séparé de sa famille mais il la retrouve au mois de mars. La relation entre lui et sa femme reprend et ils ont une fille en décembre 1802. Cependant, parmi les poèmes qu'il entend écrire sur Sara Hutchinson, il arrive à en terminer un et lui envoie une première version dans une lettre du 4 avril 1802.
La première version s'intitule Letter to Sara Hutchinson, et il devient Dejection lorsqu'il cherche à le publier. Il existe de nombreuses différences entre les versions au-delà de l'original (340 lignes) et les 139 lignes publiés, car elles reflètent deux moments différents de la vie émotionnelle de Coleridge. En outre, des passages décrivant son enfance et d'autres questions personnelles ont été supprimés entre les versions.
Le poème est publié le 4 octobre 1802 dans le Morning Post. Cette date correspond au mariage de William Wordsworth avec Mary Hutchinson et au propre anniversaire de mariage de Coleridge. Le poème est ajouté à Asra Poems, une série de poèmes sur l'amour dédiés à Hutchinson. Finalement, Coleridge a rompu avec Hutchinson et a renoncé à ses sentiments pour elle, ce qui a mis fin aux problèmes qui ont abouti au poème.

## Thèmes
Coleridge répond et interagit avec des poèmes de William Wordsworth. Le point de vue de Coleridge sur le découragement et l'incapacité de trouver un sentiment positif dans de tels sentiments est lié à la Expostulation and Reply de Wordsworth. Le poème répond aussi à celui de  Wordsworth, Resolution and Independence (en). 
Il est aussi relié à Immortality Ode de Wordsworth dans son thème et sa structure. Comme Immortality Ode, Dejection est une ode pindarique. Le poème exprime des sentiments d'abattement et l'incapacité d'écrire de la poésie ou de profiter de la nature. Le poème qui décrit la nature et ne peut plus apprécier les scènes naturelles est lié à l'incapacité de voir la nature de la même manière que précédemment dans Immortality Ode de Wordsworth. Wordsworth est introduit dans le poème comme un contrepoint à Coleridge, car il est capable de transformer un tel état d'esprit en avantage et de pouvoir être réconforté. Cependant, Coleridge ne trouve rien de positif dans ses problèmes et exprime à quel point il se sent paralysé par ses émotions. La source de leur paralysie était les sentiments de Coleridge pour Sara Hutchinson et les problèmes liés à son mariage. Cependant, Coleridge n’était pas complètement abattu car sinon il aurait été incapable de créer le poème.
Le poème saisit également certains sentiments dans les travaux précédents de Coleridge, notamment en analysant une enfance problématique et une exploration de la religion. En partie, ces sentiments étaient alimentés par son incapacité à accepter sa dépendance à l'opium et d'autres problèmes. Les poèmes contiennent également les désirs de Coleridge pour Hutchinson, mais ils ont ensuite été retirés dans l'édition publiée. Les éditions sont tellement différentes qu’elles reflètent le conflit et la division ressentis par Coleridge en 1802. Le ton des poèmes est différent, car l’original était passionné et émotionnel, et la version imprimée était organisée et philosophique.
Il y a un lien entre Dejection et Frost at Midnight (en) sur tous les points sauf sa forme. Ceci est principalement vrai de la version originale, mais de nombreux éléments personnels du poème subsistent dans la version publiée. Le recadrage du poème permet à Coleridge de souligner les aspects les plus importants de la poésie de l’original et de séparer la forme du sujet, ce qui permet une incongruité prononcée absente dans l’original.